# Strettes de St Florent
Strettes de St Florent este o arie protejată (sit de importanță comunitară — SCI) din Franța întinsă pe o suprafață de 186 ha, integral pe uscat.

## Localizare
Centrul sitului Strettes de St Florent este situat la coordonatele 42°40′53″N 9°19′59″E / 42.68139°N 9.33306°E.

## Înființare
Situl Strettes de St Florent a fost declarat arie specială de conservare în baza directivei 92/43 din 1992 referitoare la conservarea habitatelor naturale și a faunei și florei sălbatice pentru a proteja 2 specii de animale.

## Biodiversitate
Situată în ecoregiunea mediteraneană, aria protejată conține 8 habitate naturale: Pseudostepă cu ierburi și specii anuale de Thero-Brachypodietea, Pante stâncoase calcaroase cu vegetație casmofită, Galerii și tufărișuri riverane sudice (Nerio-Tamaricetea și Securinegion tinctoriae), Formațiuni scunde de Euphorbia în apropierea falezelor, Lande oro-mediteraneene cu formațiuni endemice de grozamă, Tufărișuri termo-mediteraneene și de pre-deșert, Peșteri inaccesibile publicului, Păduri de Olea și Ceratonia.
La baza desemnării sitului se află mai multe specii protejate:
- mamifere (1): liliacul mic cu potcoavă (Rhinolophus hipposideros)
- nevertebrate (1): Papilio hospiton

Pe lângă speciile protejate, pe teritoriul sitului au mai fost identificate 8 specii de plante, 1 specie de amfibieni, 1 specie de reptile.